# Tender Forever
Tender Forever, de son vrai nom Vito, est un artiste franco-américain né en 1977 dans le sud-ouest de la France. Il partage sa vie entre Bordeaux et Portland. Il s'est illustré notamment avec une reprise au ukulélé de Justin Timberlake : My Love et de Cher : Believe.
Il a été la première artiste française à signer sur le label américain K Records de Calvin Johnson, après avoir rencontré celui-ci lors d'un concert dans un grenier, "the smallest venue ever" à Olympia.
Son style musical pourrait être défini comme du R'n'B Lo-fi.

Son troisième album, "No Snare", est sorti le 8 mars 2010.

Vito est ouvertement lesbienne.

## Discographie
- The Soft And The Hardcore (2006)
- Wider (2007)
- No Snare (2010)
- Where Are We From (2011)